# 재혼
재혼(再婚, 영어: remarriage)은 배우자와의 사별, 이혼 이후에 다시 결혼하는 것이다. 재가나 개가라고도 한다. 
고려 시대까지는 과부의 재혼이 자유로웠지만 한국에서는 조선 시대부터 유교의 영향으로 과부의 재혼이 금지됐다. 갑신정변 때 과부의 재가를 허용했지만 갑신정변이 3일만에 실패해 과부의 재혼이 다시 금지됐다. 동학농민운동 농민들의 요구에 따라 갑오개혁을 통해 과부의 재혼이 다시 허용됐다.